# Lo Sulci
Lo Sulci – bruzda znajdująca się na Trytonie, naturalnym satelicie Neptuna. Formacja ta liczy sobie kilkaset kilometrów i biegnie w pobliżu równika Trytona na  długości geograficznej 30°-45°W. Nazwa bruzdy została nadana przez IUA w 1991 roku i pochodzi od Luo He (洛河, Luò Hé), chińskiej świętej rzeki.
W bezpośrednim sąsiedztwie Lo Sulci znajdują się dwie inne takie rzeźby: Ho Sulci oraz Ob Sulci. Bruzdy są charakterystycznymi strukturami geologicznymi Trytona. Oprócz Lo Sulci sklasyfikowano ich jeszcze 11.